# Pipistrellus rueppellii
Pipistrellus rueppellii là một loài động vật có vú trong họ Dơi muỗi, bộ Dơi. Loài này được J. Fischer mô tả năm 1829.